# Darya Safai

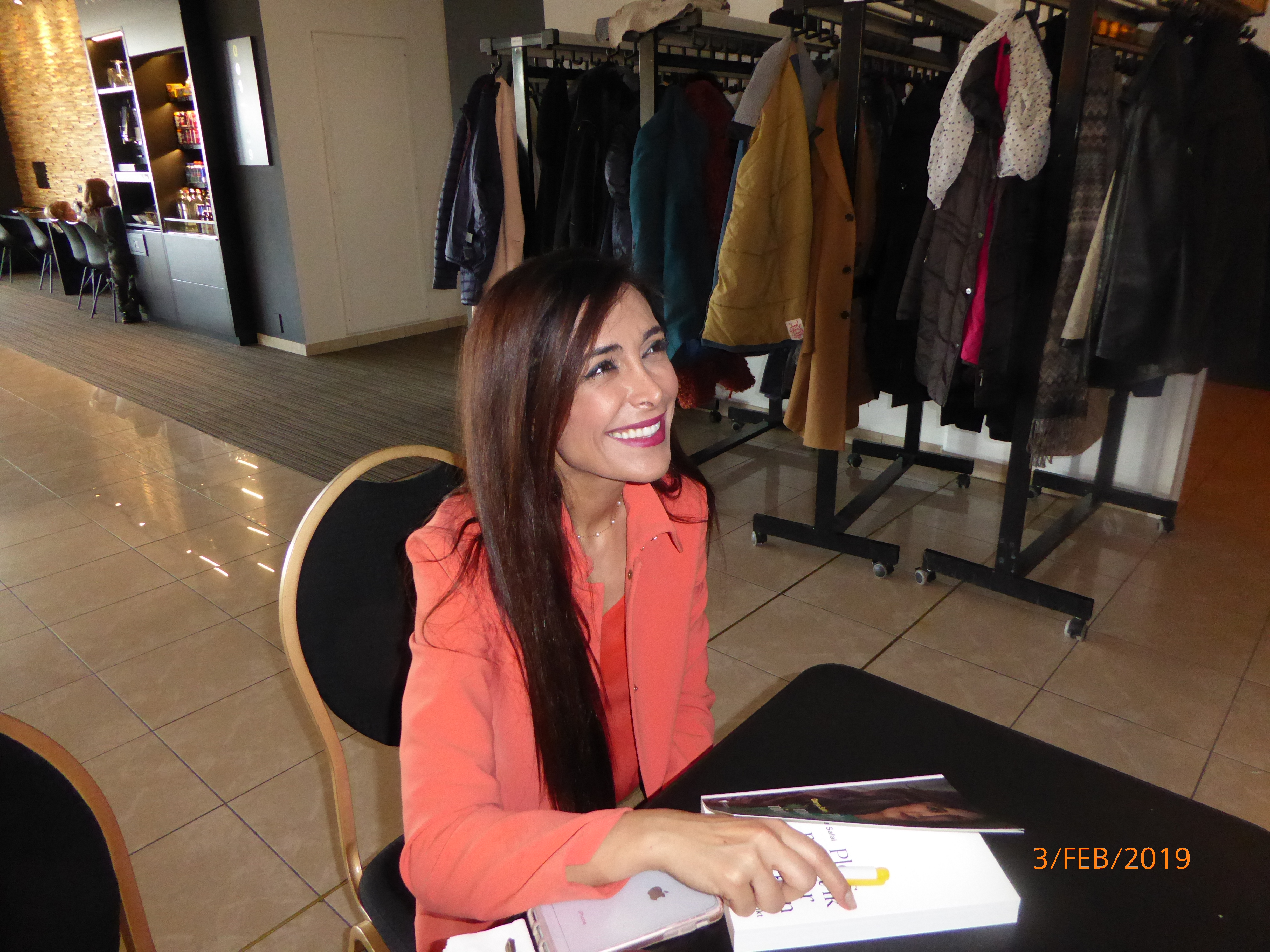
Darya Safai op boekvoorstelling in Edegem

Darya Safai (Perzisch: دریا صفایی; Teheran, 7 april 1975) is een Iraans-Belgische tandarts, vrouwenrechtenactiviste en politica voor de N-VA.

## Levensloop

### Jeugd
Darya Safai werd geboren in de Iraanse hoofdstad Teheran als oudste kind in een gezin met drie meisjes. Nadat haar geboorteland na de Iraanse Revolutie van 1979 een streng conservatieve Shia republiek werd, ervaarde ze naar eigen zeggen van jongs af aan gevoelens van onderdrukking en onrechtvaardigheid. Volgens haar ontstonden hiermee de kiemen van haar vrouwenrechtenactivisme.

### Studentenprotest
Op haar 22ste trouwde Safai met haar man Saeed Bashirtash. Ze studeerde tandheelkunde aan de Universiteit van Teheran. Tijdens haar laatste studentenjaar nam ze in 1999 deel aan protesten aan de universiteit als reactie op de intrekking van de vergunning van de hervormingsgezinde Iraanse krant Salam, dat al snel uitgroeide tot een breed protest tegen het Iraanse regime. Op de vierde dag van de protesten leidde Safai samen met haar man, een van de leiders van het protest, een studentenmanifestatie van honderdduizenden mensen.
Ayatollah Khamenei zag in de protesten echter een bedreiging voor het Iraanse regime en droeg Hassan Rohani, toenmalig hoofd van de veiligheidsdiensten en de latere president van Iran, op om een einde te maken aan de protesten. Safai en haar man waren op de vijfde dag op de terugweg in een auto toen ze door een vriend werden verwittigd dat de veiligheidsdiensten hun appartement waren binnengevallen. Haar man vluchtte de menigte in en dook onder terwijl zij doorreed naar haar ouders. Twee dagen later werd Safai echter alsnog aangehouden. Ze werd pas na 24 dagen uit de gevangenis vrijgelaten op borgtocht na het betalen van een hoge borgsom. Volgens Safai werd ze waarschijnlijk vrijgelaten omdat het Iraanse regime erop gokte dat ze hen naar haar ondergedoken man zou leiden. Na haar vrijlating legde ze haar eindexamens af. Na enkele weken kwam ze ook weer heimelijk in contact met haar ondergedoken man en samen besloten ze zo snel mogelijk uit Iran te vluchten.

### Vlucht naar België
Bashirtash werd in Turkije echter opgepakt door de Turkse autoriteiten, die plannen hadden om hem te ruilen voor een Turkse politiek gevangene. Omdat Bashirtash ook tandheelkunde in België aan de ULB had gestudeerd, besloot de Belgische overheid om Bashirtash doorreispapieren te geven en konden Safai en haar man naar België vluchten. Na haar vlucht werd Safai bij verstek veroordeeld door een Iraanse rechtbank tot een gevangenisstraf van twee jaar. 
Op 28 juni 2000 landden Safai en haar man op de luchthaven van Zaventem. Safai leerde snel Nederlands en Frans. Omdat haar diploma niet erkend werd in België, moest ze haar laatste twee jaar tandheelkunde overdoen aan de Vrije Universiteit Brussel. Daarna richtte ze met haar man enkele tandartsenpraktijken op in Brussel en Antwerpen. In 2003 verwierf ze ook de Belgische nationaliteit.

## Vrouwenrechtenactivisme

### 'Let Iranian women enter their stadiums'

#### Actiegroep
In 2014 stichtte Safai de actiegroep Let Iranian women enter their stadiums, waarmee ze tegen het stadionverbod voor Iraanse vrouwen strijdt. Sinds de Iraanse Revolutie is het voor Iraanse vrouwen immers verboden om naar sportwedstrijden te komen kijken omdat hun aanwezigheid "mannen op rare gedachten zou kunnen brengen". Voor Safai was het Iraanse stadionverbod een symbool voor de vele ongelijkheden en beperkingen waarmee Iraanse vrouwen geconfronteerd worden.
Ze reisde met de actiegroep de wereld af om bij internationale sportwedstrijden door middel van T-shirts en spandoeken vreedzaam te protesteren en de aandacht te vestigen op de discriminatie van Iraanse vrouwen. De groep protesteert vooral op wedstrijden waar een Iraans nationaal team aan deelneemt, maar komt ook op andere sportevenementen.

#### Brief FIFA
In februari 2015 schreef Safai een brief naar de toenmalige FIFA-voorzitter Sepp Blatter over de situatie van de Iraanse vrouwen en met de vraag zich tegen het Iraanse stadionverbod uit te spreken. Hierin klaagde ze ook aan dat de FIFA haar eigen statuten niet naleeft als het over Iran gaat. Artikel 3 van de statuten van de FIFA (sinds april 2016 artikel 4) verbiedt namelijk expliciet discriminatie op grond van geslacht. De brief werd medeondertekend door meer dan 200 prominente Iraanse academici, artiesten, activisten en politieke gevangenen, waaronder Nobelprijswinnaar Shirin Ebadi en winnaar van de Sacharovprijs Nasrin Sotoudeh. Onduidelijk of dit naar aanleiding van de brief was, vroeg Blatter op 6 maart 2015, twee dagen voor de Internationale Vrouwendag, in een opiniestuk in het weekblad The FIFA Weekly van de FIFA opnieuw aan Iraans president Rohani om de wet te wijzigen. Bij een bezoek aan Iran in november 2013 had hij eerder al gevraagd het stadionverbod voor vrouwen af te schaffen.

#### "Zaak-Trezeguet"
In september 2015 ontstond ophef toen de Egyptische voetballer Mahmoud Hassan (alias 'Trezeguet') van RSC Anderlecht een foto van supporters van Anderlecht op sociale media had gedeeld waarop alle vrouwen waren weggegomd. Er kwam veel reactie en sommige media spraken van de "zaak-Trezeguet". Safai reageerde negatief en stelde dat "een sportstadion als een kleine maatschappij is: als de vrouwen daar worden buitengesloten, worden ze in de hele samenleving buitengesloten." Ze sprak van het wegcensureren van vrouwen en hekelde het aanhalen van de culturele achtergrond van Trezeguet als vergoelijking en de volgens haar "verbazend begripvolle" manier waarop de top van de club ermee omging. De foto werd van sociale media verwijderd en Trezeguet bood zijn excuses aan. Zelf beweerde hij dat hij niet eens had opgemerkt dat de foto gemanipuleerd was en dat hij enkel zijn fans wou danken door de foto te delen. Later ontving de club ook Safai en staatssecretaris voor Gelijke Kansen Elke Sleurs in het Constant Vanden Stockstadion en engageerden ze zich om vrouwendiscriminatie voortaan te vermijden.

### Islamisme
Safai verzet zich tegen het idee dat mensen- of vrouwenrechten in naam van een cultuur, ideologie of godsdienst geschonden worden.
Ze zet ook in op bewustmaking van de jeugd op scholen. Zo geeft ze getuigenissen over haar levensverhaal en haar strijd voor vrouwenrechten op middelbare scholen. Ook werd haar boek Lopen tegen de wind gratis verspreid in honderd Brusselse en Antwerpse scholen om zo leerlingen op jonge leeftijd bewust te maken van vrouwendiscriminatie. Safai benadrukte dat "het op school is dat kinderen hun denkpatronen en levensvisie ontwikkelen, dus het is daar dat we dat gelijkheidsprincipe moeten benadrukken."

### Hoofddoek
Safai beschouwt de verplichte hoofddoek in haar geboorteland als een symbool van discriminatie en onderdrukking van de Iraanse vrouwen. Ze stelt dat ze het al van kinds af aan onrechtvaardig vond dat zij bedekkende kleding naar school moest dragen, terwijl jongens mochten aantrekken wat ze wilden. Om die reden staat ze ook kritisch ten opzichte van opiniemakers die argumenteren dat de acceptatie van de hoofddoek in het Westen een kwestie van godsdienstvrijheid en gelijke rechten voor moslima's is, en dat de hoofddoek daarmee een symbool van diversiteit vormt. Safai argumenteert daarentegen dat het dragen van een hoofddoek vooral, als het niet door de wet verplicht wordt, door sociale druk vanuit de moslimgemeenschap tot stand komt, en dat er daarom van vrije keuze voor een hoofddoek geen sprake kan zijn. Voor haar is het vergoelijken van de hoofddoek uit zogenaamde verdraagzaamheid eerder een vorm van cultuurrelativisme en onterechte steun voor geïnstitutionaliseerde discriminatie.
In mei 2016 schreef Safai een kritisch opiniestuk over het bezoek van Senaatvoorzitster Christine Defraigne (MR) aan Iran. Daarbij droeg de politica een hoofddoek en deed ze, naar de mening van Safai, enkele "krasse uitspraken". Ze kloeg aan dat "in plaats van de onmiskenbare schending van de vrouwenrechten in Iran aan te klagen, ze liever kritiek gaf op de positie van de vrouwen in België. Tot grote vreugde van het extremistische regime." Zo zou Defraigne onder andere tegen de Iraanse vicepresident voor vrouwen- en gezinszaken Shahindokt Molaverdi gezegd hebben dat "er in België ook geen gelijkheid tussen mannen en vrouwen is in het parlement, en dat het in de regering nog erger is." Ook hekelde Safai de ontmoeting van Defraigne met Ali Akbar Velayati, een adviseur van de Iraanse hoogste leider die in Argentinië en Duitsland veroordeeld was voor terrorisme, het stilzwijgen van Defraigne toen een cartoonfestival over de Holocaust ter sprake kwam en haar positieve opmerkingen over de recente verkiezingen in Iran, die Defraigne naar verluidt "rechtvaardig en gezond" noemde. Haar opiniestuk zorgde voor commotie en Defraigne verweerde zich daarop in een reactie op haar Twitteraccount. Ook leidde het ophef tot een debat tussen Safai en Defraigne op de Franstalige openbare omroep RTBF.
Toen op de Olympische Zomerspelen 2016 het Egyptische vrouwenvolleybalteam volledig in boerkini meespeelde, herhaalde ze haar mening in De Morgen. In 2017 schreef ze een opiniestuk over schaakster Dorsa Derakhshani in The Wall Street Journal. Derakhshani was geschorst door de Iraanse schaakbond vanwege het niet dragen van een hoofddoek.

## In de politiek
Vanwege haar inzet voor vrouwenrechten en haar strijd tegen de politieke islam en de hoofddoek wekte Safai de interesse van de politieke partijen Open Vld en N-VA[referentie gewenst]. In oktober 2017 bood N-VA-voorzitter en Antwerps burgemeester Bart De Wever haar een plaats aan op de N-VA-lijst voor Antwerpen voor de gemeenteraadsverkiezingen van 2018, wat ze toen weigerde. In januari 2018 kondigde ze toch aan zich aan te sluiten bij de N-VA. Ze stond op de 19de plaats op de N-VA-lijst voor de provincie Vlaams-Brabant bij de lokale verkiezingen in 2018, maar raakte van op die positie niet verkozen. Ze stelde zich voor de federale verkiezingen van 2019 op de Vlaams-Brabantse lijst van de partij verkiesbaar naast onder andere Theo Francken. Ze kreeg de derde plaats op de lijst. Voor de N-VA zou Safai moeten dienen als voorbeeld voor geslaagde migratie. 
Ze raakte effectief verkozen in de Kamer van volksvertegenwoordigers en werd er in de legislatuur 2019-2024 ondervoorzitter van het adviescomité voor maatschappelijke emancipatie, alsook vast lid van de commissies Buitenlandse Betrekkingen en Defensie en plaatsvervanger in de commissies Binnenlandse Zaken, Veiligheid, Migratie en Bestuurszaken en Gezondheid en Gelijke Kansen. Sinds september 2019 zetelt ze eveneens in de Parlementaire Vergadering van de Raad van Europa.
Bij de verkiezingen van 9 juni 2024 werd Safai opnieuw vanop de derde plaats van de Vlaams-Brabantse N-VA-lijst verkozen voor een tweede termijn in de Kamer.

## Erkenningen
- Safai werd in februari 2016 als spreker uitgenodigd op de jaarlijkse Geneva Summit for Human Rights and Democracy. Voor deze top worden telkens verschillende mensenrechtenactivisten uitgenodigd. Ze vindt plaats vlak voor de belangrijkste zitting van het jaar van de Mensenrechtenraad van de Verenigde Naties en wordt gesponsord door een 25-tal ngo's die zich bezig houden met mensenrechten.[12]

- Safai werd voor de achtste Marie Popelinprijs (genoemd naar Marie Popelin) voorgedragen door de Socioculturele Liberale Vrouwen en gesteund door de Open Vld-Vrouwen. De Marie Popelinprijs is een vijfjaarlijkse prijs van de Vrouwenraad die wordt toegekend aan een vrouw die zich heeft ingezet voor vrouwenemancipatie en gelijke rechten. De achtste Marie Popelinprijs ging in januari 2016 uiteindelijk naar gynaecologe en politica Marleen Temmerman.[13]
- Op 21 maart 2016 ontving Safai de Ebbenhouten Spoor van de N-VA. De Ebbenhouten Spoor is een erkenning die de N-VA elk jaar uitreikt aan een verdienstelijke nieuwe Vlaming. Algemeen secretaris van de N-VA Louis Ide prees bij de uitreiking "Safai's succesvolle integratie in Vlaanderen, haar inzet voor vrouwenrechten, maar ook haar scherpe bijdragen aan het maatschappelijke debat en haar ondernemerschap." Ze werd "een voorbeeld voor alle nieuwe Vlamingen, maar ook voor de Vlaming in het algemeen" genoemd. Safai was al de derde nieuwe Vlaming van Iraanse afkomst die van de N-VA de prijs kreeg.[14]

- In het kader van de campagne 'Vrouwenkracht is vredesmacht' werd Safai, naast 23 andere vrouwen, op 15 december 2016 in de Belgische Senaat gehuldigd als 'Vredesvrouw 2016' voor Vredeswakes Langemark 2014-18, waar Safai op 28 februari 2016 een getuigenis en pleidooi bracht voor gelijke rechten voor vrouwen en mannen.[15] De campagne is een samenwerking tussen de Vrouwenraad, het Instituut voor de gelijkheid van vrouwen en mannen en het Platform 1325, dat in september 2009 opgericht werd ijvert voor de uitvoering van Resolutie 1325 van de VN-Veiligheidsraad. Die Resolutie pleit voor de bescherming van vrouwen in conflictsituaties en voor een grotere rol voor vrouwen bij vredesprocessen. Onder andere een dertigtal organisaties rond vrouwen- en mensenrechten en enkele overheidsadministraties maken deel uit van het Platform 1325.[16][17]
- Bij de herdenking van Wapenstilstand op 11 november 2017 in Wemmel werd in de plaatselijke bibliotheek de fototentoonstelling 'Een vrouwenhuis in Afghanistan' geopend. Daarbij werd Safai ditmaal door het Wemmelse gemeentebestuur als vredesvrouw gehuldigd. Zelf benadrukte ze het belang van de herdenking: “We zijn hier om het einde van WO I te gedenken. Dat is belangrijk: vrede is zeer kostbaar. We moeten de mooie momenten van de vrede blijven koesteren en herinneren.” Zelf maakte ze ook tijdens haar jeugd in Iran de Irak-Iranoorlog mee.[18]